# Saltatricula multicolor
Saltatricula multicolor là một loài chim trong họ Thraupidae.